# Plattensee-Fürstentum

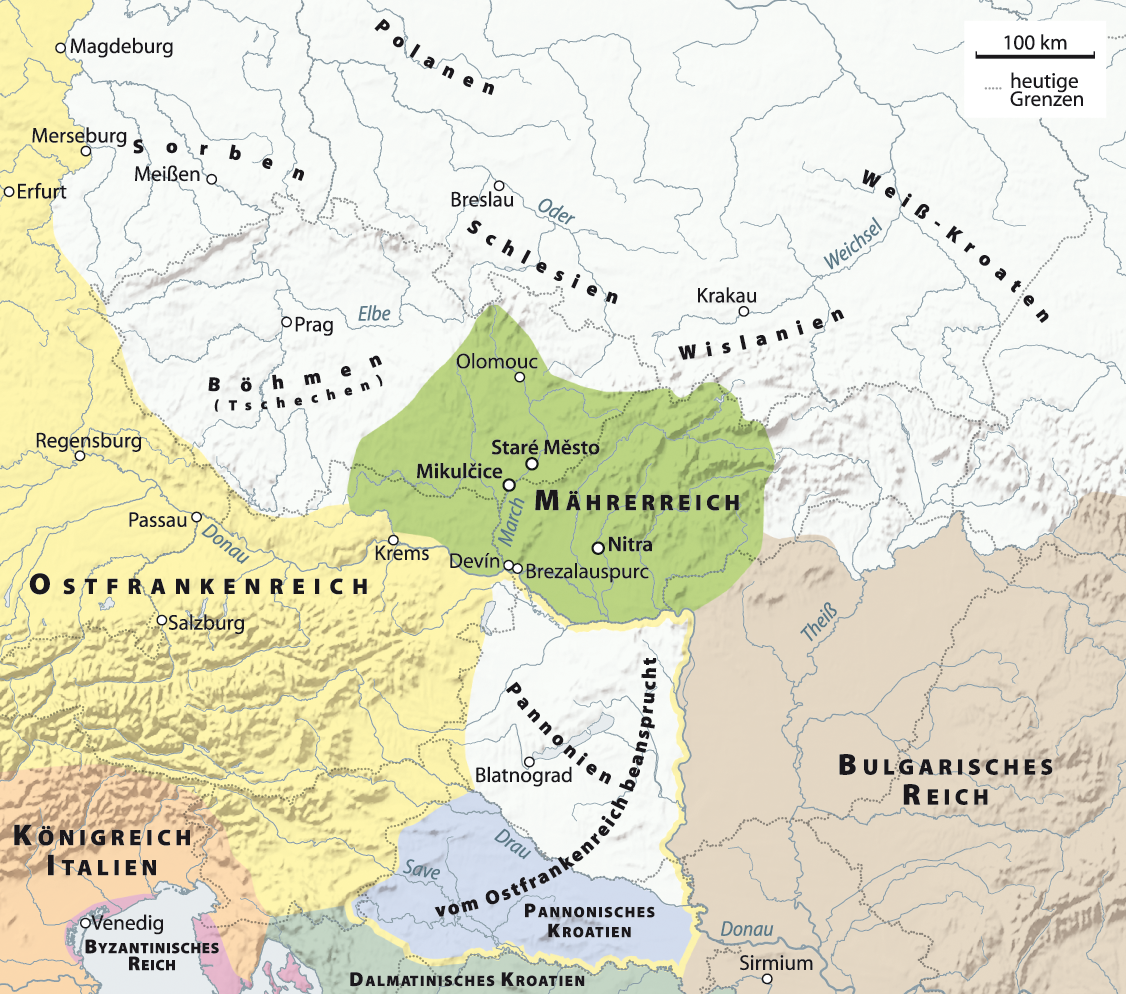
Karte der Großregion um 846; südlich des grün eingefärbten Mährerreichs das Plattensee-Fürstentum (Pannonien) mit seiner Hauptstadt Blatnohrad

Das Plattensee-Fürstentum oder Pannonisches Fürstentum (auch: Transdanubisches Fürstentum, Fürstentum Moosburg, slowakisch: Balatónské kniežatstvo, slowenisch: Spodnja Panonija, bulgarisch: Blatensko Kneževstvo, lateinisch: Ducatus Mosapurgensis) war ein Herrschaftsbereich des Frankenreiches und Ostfrankenreiches. Das Fürstentum bestand von 839 bis 900/901. Hauptstadt war Blatnohrad (auch Blatenski kostel) am Kleinen Plattensee. Die vorwiegend slawisch-awarische Bevölkerung war eine eigenständige Mischkultur: die so genannte Pókaszepetk-Zalakomár-Gruppe. Das historische Geschehen der Region war geprägt von intensiver Christianisierung sowie den Bestrebungen slawischer Knesen nach mehr Unabhängigkeit von den Franken. 900/901 wurde das Gebiet von den Magyaren erobert und in das neu entstehende Ungarn integriert.

## Gebiet

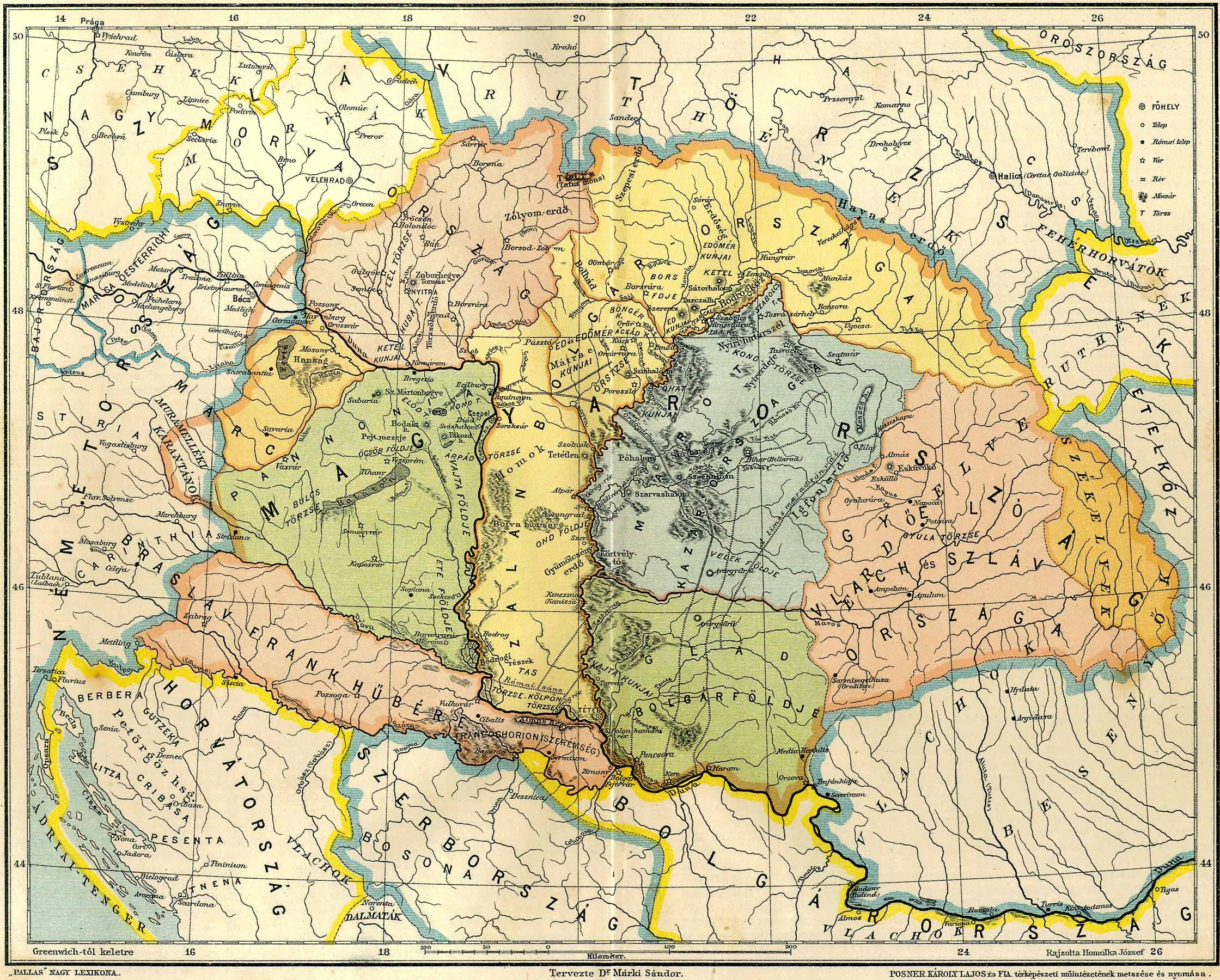
Das Pannonische Fürstentum (PANNON) vor Ankunft der Magyaren. Karte: Dr. Sándor Márki.

Das Pannonische Fürstentum lag im Osten der Pannonischen Mark und erstreckte sich zwischen der Steiermark, dem Plattensee und der Drau, wobei es Überschneidungen mit der Grafschaft Steinamanger unter Rihheri (von ca. 825 und 860) und Odalrich (nach 860) gegeben haben muss. Östlich und südöstlich grenzte es an das Erste Bulgarische Reich, südlich an das fränkisch-slawische Fürstentum Unterpannonien, westlich an die fränkischen Grafschaften Karantanien und Steinamanger, nördlich an das Mährerreich.
Verwaltungseinheiten des Fürstentums waren die Grafschaften Plattensee, Ptuj und Dudleben. Das ehemalige Etgarovho Fürstentum zwischen Klosterneuburg und Kőszeg war möglicherweise ebenfalls eine Grafschaft. Zu Lebzeiten Pribinas verwaltete außerdem noch sein Sohn Kocel ein eigenes Gebiet. Die Hauptstadt war Blatnohrad (auch Mosapurc, heute Zalavár). Stützpunkte des Fürstentums waren außerdem Ptuj, Veszprém und Eisenburg und das bereits stadtähnliche Pécs.
Aus den Quellen sind zahlreiche karolingerzeitliche Ortschaften des Gebietes dem Namen nach bekannt. Der überwiegende Teil davon lässt sich heute allerdings nicht mehr lokalisieren, da die Ortschaften im Lauf der Zeit abgekommen sind oder neue Namen bekommen haben, wie im Falle von Quartina am Plattensee, Wumpaldsdorf beim Plattensee, Reginwartsdorf, Rosdorf an der Raab, Waltunesbach, Hrabasgiskeit, Chirichstätten, Ortach und Fizkere (an der Fischa in Niederösterreich). Bekannt ist beispielsweise Salapiugit (Zalabér). Ternperch ist wahrscheinlich das ungarische Szentlőrinc, Spizzun vielleicht die „Landspitze“ Tihany. Im heutigen Burgenland war vermutlich Kitzladen (Chezilsaden) im Besitz des Fürsten Kocel (auch Chezilo).

## Entstehung

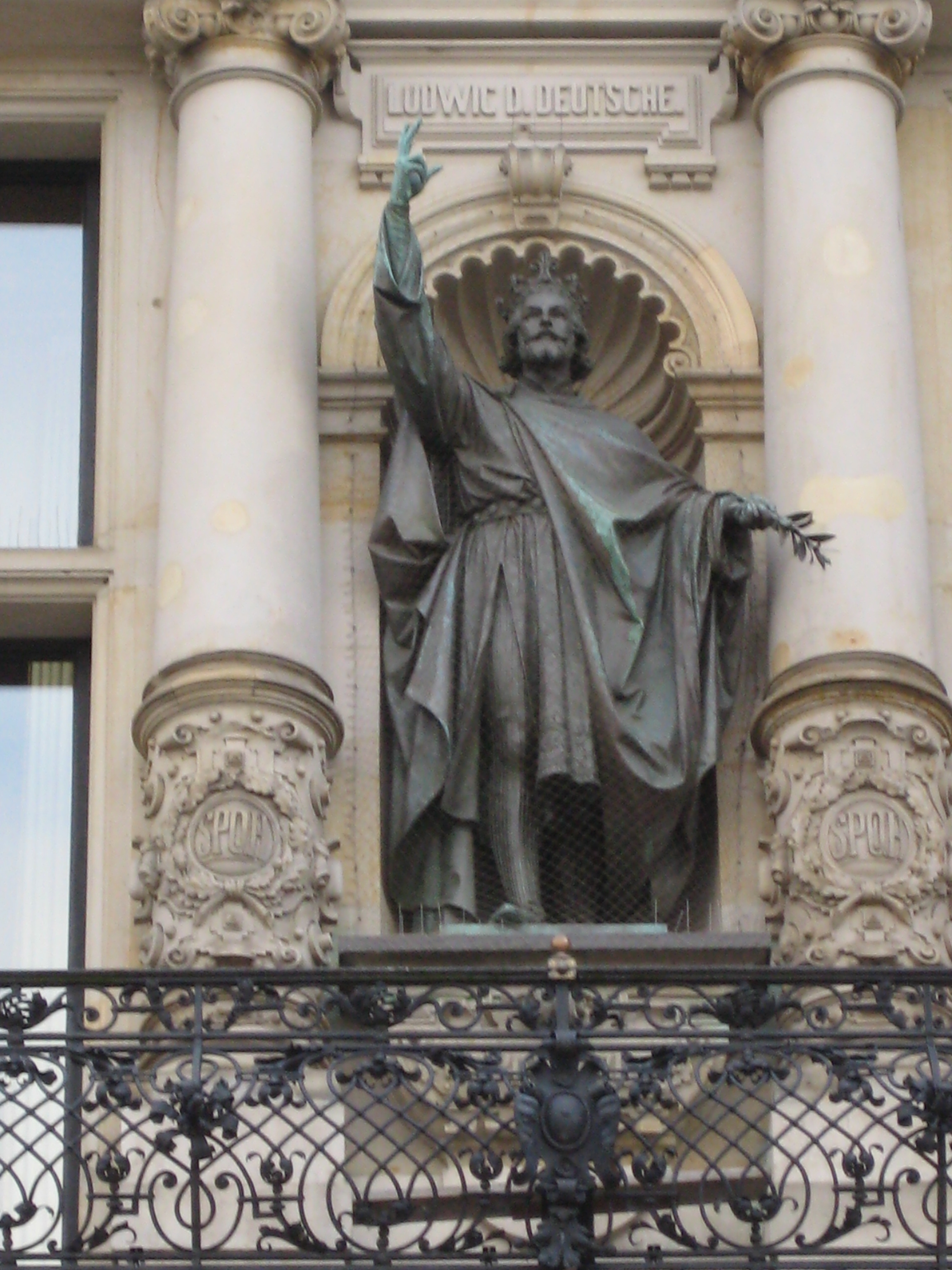
Der bairische König Ludwig der Deutsche machte 839 Pribina zum ersten Fürsten des Pannonischen Fürstentums.

Das Gebiet um den Plattensee war im 7. und 8. Jahrhundert Teil des Reiches der Awaren und wurde zu dieser Zeit vorwiegend von Slawen besiedelt, die auf Reste langobardischer und romanischer Bevölkerung trafen. 796 plünderten und zerstörten die von Karl dem Großen beauftragten Truppen unter König Pippin von Italien und Herzog Erich von Friaul den awarischen Herrschaftsmittelpunkt Hring. Damit galt das Awarenreich endgültig als erobert und wurde in Karls Awarenmark eingegliedert. Zwischen Carnuntum und Sabaria sowie im Bereich des Neusiedler Sees wurde auf Wunsch unterworfener awarischer Würdenträger (Tudun, Khagan und Canizauci) ein abhängiges awarisches Fürstentum – das so genannte Awaren-Khaganat – innerhalb der Awarenmark geschaffen, das von ca. 805 bis 828 bestand.
Der Plattenseeraum lag im äußersten Osten des Frankenreiches. Und obwohl der Franke Rihheri zum Schutz der Grenze vermutlich bereits vor 825 mit der Verwaltung der Grafschaft Steinamanger unweit des Plattensees beauftragt wurde, befand sich das Gebiet aufgrund seiner Grenzen zum Bulgarischen Reich und dem Fürstentum Posavina Ljudevits und Ratimirs, mit denen die Franken kriegerische Auseinandersetzungen führten, sowie dem aufstrebenden Mährerreich (entstanden ab etwa 830) in einer besonderen politischen und militärischen Situation, die sich durch die Auflösung des Awaren-Khaganates, das bis dahin als militärische Pufferzone gewirkt hatte, noch verschärfte. Zudem stand der Plattenseeraum aufgrund seiner vorwiegend heidnischen Bewohner bereits seit den ersten Awarenfeldzügen Karls des Großen in den 790er Jahren im Fokus der kirchlichen Bemühungen um die Christianisierung.
Mit Pribina kam nach 830 auf der Flucht vor dem neuen mährischen Herrscher Mojmir I. ein slawischer Adeliger zum ostmärkischen Präfekten Ratpot. Er hatte bereits zuvor Kontakte mit den Franken gepflegt und ließ der Überlieferung zufolge 827/828 auf seinem damaligen Herrschaftssitz Nitra eine Kirche durch den Salzburger Erzbischof Adalram weihen. Im bairischen Ostland ließ er sich nun taufen. Pribina beherrschte die Slawische Sprache, war mit den Sitten und Traditionen der Slawen vertraut und musste daher wohl zur Übernahme einer Führungsposition im Plattenseegebiet geeignet erscheinen. Auf Fürsprache Ratpots und Salachos (Fürst der karantanischen Krain) wurde er 839 vom König der Baiern Ludwig dem Deutschen mit der Leitung des heute so genannten Pannonischen Fürstentums beauftragt. Einen Teil des Fürstentums erhielt Pribina dabei als Lehen.

## Herrschaftsgeschichte

Die beiden ersten Fürsten
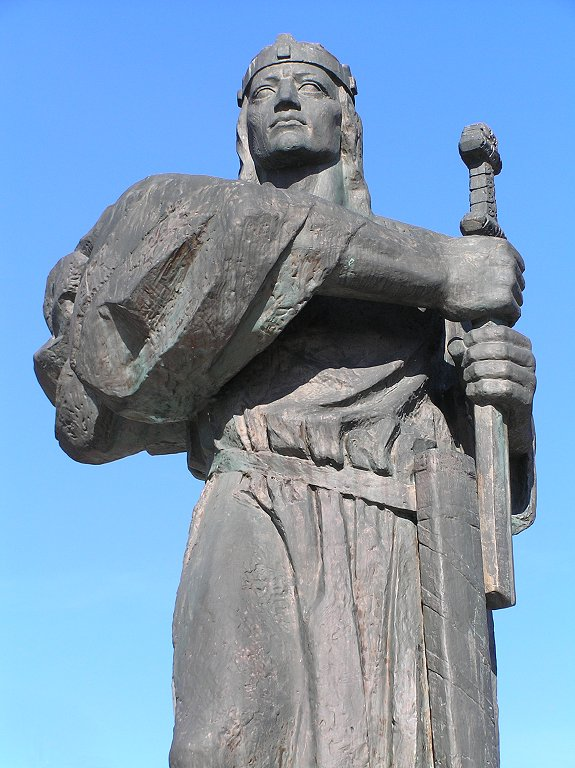
Pribina
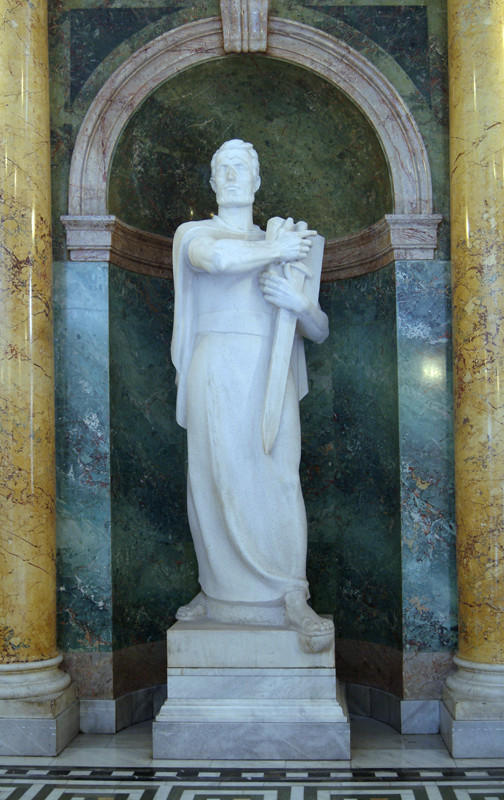
Kocel

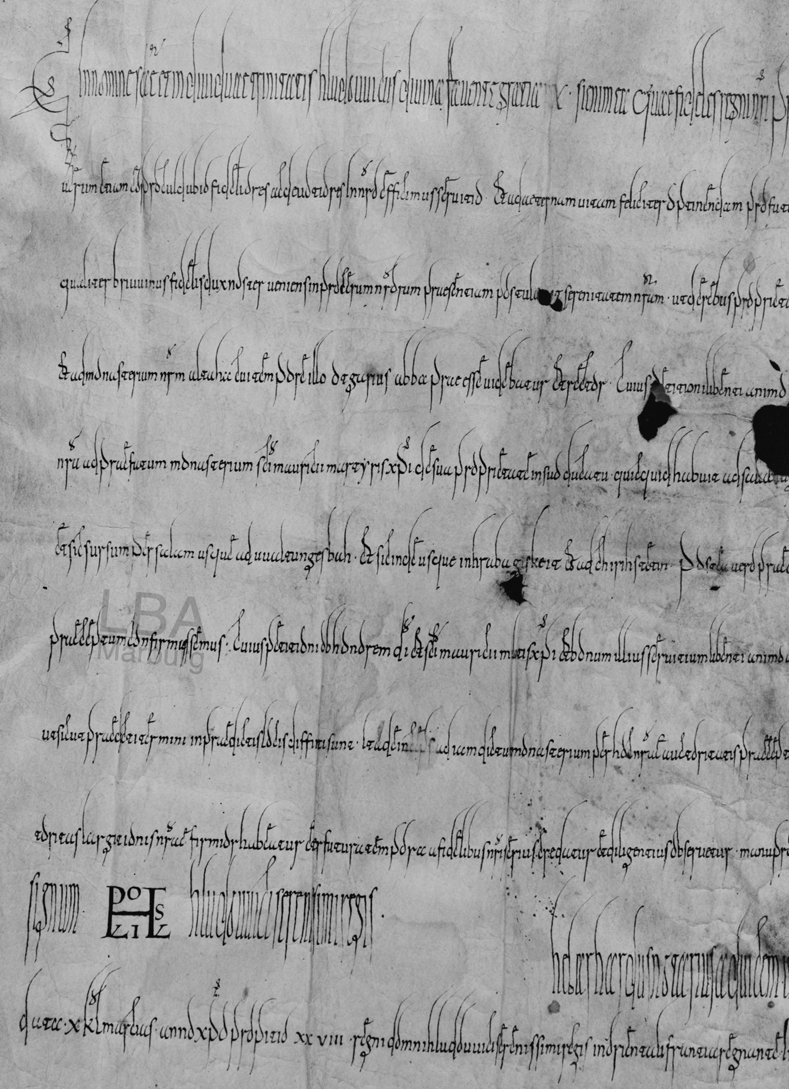
Diplom König Ludwigs des Deutschen vom 20. Februar 860, worin er dem Kloster Niederaltaich die Schenkung „seines getreuen Fürsten“ Pribina aus dessen Fürstentum bestätigte.

An der Spitze der herrschaftlichen Hierarchie stand bis 840 der König des Frankenreiches Ludwig der Fromme, der vorwiegend von Aachen aus regierte. Danach löste ihn aus Sicht der Pannonier Ludwig der Deutsche ab, der bevorzugt in Regensburg und Frankfurt am Main residierte. Weitere Könige des Ostfrankenreichs zur Zeit des Bestehens des Pannonischen Fürstentums waren Karl III. (876–887), Arnolf von Kärnten (887–900) und Ludwig IV. das Kind (900–911).
Die fränkische Awarenmark unterstand dem Präfekten des Bairischen Ostlandes mit Sitz in Lorch, der vom König beauftragt wurde. Der Sitz des Präfekten wurde unter Ratpot (Präfekt seit 832/833) nach Tulln verlegt. Ab 839 war Pribina Fürst der neu errichteten Pannonischen „Mark“. Mit dem Vertrag von Verdun wurde Pribinas Fürstentum 843 Teil des neu gegründeten ostfränkischen Reiches unter dessen König Ludwig dem Deutschen. Ratpot blieb auch nach 843 Präfekt.
Am 10. Juni 846 erhielt Pribina vom König ein Gebiet „iuxta fluvium Valchau“, möglicherweise beim bei Osijek in die Drau mündenden Fluss Valko, im Ausmaß von 100 Mansen zum Geschenk. Am 12. Oktober 848 wurden Pribina auf Anraten Ratpots vom König Ludwig, die Besitzungen des Erzbistums Salzburg ausgenommen, seine bisherigen Lehen im Fürstentum als freies Eigen (Allod) überlassen. Vor der Übertragung der Güter in Pribinas Eigen gab es Streitigkeiten zwischen dem Fürsten und Bischof Adalwin, die der König bei einem Gerichtstag im Oktober 848 zugunsten Pribinas entschied. Nahezu vollständig befand sich die bairische Führungselite im Zeugenstand bei dieser Verleihung in der „altbairischen“ Pfalz Regensburg: Prinz Karlmann, Prinz Ludwig III., Liupram (Erzbischof von Salzburg), Erchanbert (Bischof von Freising), Erchanfried (Bischof von Regensburg), Hartwig (Bischof von Passau), Ernst I. (oberster Graf in Baiern), Ernst (Obergeneral der Armee), Präfekt Ratpot, Pribinas Sohn Kocel, Wernher (Untervasall Ratpots), Pabo (dux von Karantanien), Fritilo (bairischer Pfalzgraf), Tacholf (Graf der Sorbischen Mark), Poppo (Burggraf von Regensburg), Odalrich (später Graf von Steinamanger), sowie die Grafen Adalbert, Megingoz, Pernger und Managolt.
854 wurde Ratpot, der angeblich wider den König geheime diplomatische Beziehungen zu Rastislav gepflegt hatte, seines Präfektenamtes enthoben. Zwei Jahre später wurde Ludwigs Sohn Karlmann oberste Instanz des Bairischen Ostlandes, in der er seine eigene Ostpolitik betrieb. Karlmann ersetzte in den ersten Jahren seiner Herrschaft vertraute Grafen und slawische Fürsten seines Vaters durch eigene Gefolgsleute. Zwar konnte sich Pribina, der getreue Gefolgsmann Ludwigs, als Fürst in Pannonien behaupten, doch fand auch er in den Kämpfen der Königsfamilie den Tod. 861 beerbte ihn sein Sohn Kocel als Fürst mit geringfügig vermehrten Kompetenzen. Da Kocel keinen Nachfolger aus seinem Geschlecht hinterließ, wurde das Pannonische Fürstentum vom Ostfrankenreich als erledigtes Lehen betrachtet und nach seinem Tod 875 wieder in das Bairische Ostland eingegliedert und dem Grafen von Karantanien Arnolf von Kärnten unterstellt. Weitere Präfekten des Ostlandes bis zur Auflösung des Fürstentums waren bis 871 Wilhelm II. und dessen Bruder Engelschalk I. und von 871 bis 909 Aribo I. – zeitweise verdrängt von Engelschalk II.

Mährische Gebiete

Nach längeren kriegerischen Auseinandersetzungen zwischen den Karolingern und ihren Gefolgsleuten im Plattensee-Fürstentum einerseits und dem Mährerreich unter dessen Herrscher Svatopluk I. andererseits kam es 884 zu einem Treffen zwischen Svatopluk und dem ostfränkischen König Karl III. mons Comianus (Chuomberg). Dort unterstellte sich der mährische Herrscher König Karl; die Gegenleistungen sind allerdings nicht überliefert. Aufgrund der unvollständigen Informationen zu diesem Friedensschluss nahmen Teile der Forschung an, dass das Plattensee-Fürstentum in diesem Zuge der mährischen Oberherrschaft unterstellt wurde, unter der es bis 894 geblieben sei. Dafür liegen jedoch keinerlei schriftliche oder archäologische Belege vor und entsprechend umstritten ist diese Vermutung in der Forschung. In den letzten Jahren des 9. Jahrhunderts wurde das Plattensee-Fürstentum unter dem ostländischen Präfekten Luitpold von Karantanien aus regiert. 896 wurde der letzte Regent des Fürstentums Braslav durch den ostfränkischen König Arnolf (seit 887) beliehen.

## Christianisierung
Nach der Eroberung des Awarischen Hrings übertrug König Pippin das Gebiet um den Plattensee, vorbehaltlich der Zustimmung seines Vaters Karls des Großen, der Salzburger Kirche zur Mission. Die Bestätigung Karls erfolgte im Jahr 803, woraufhin Bischof Arn seine Priester nach Unterpannonien entsandte. Der in Petőháza gefundene Cundpald-Kelch dürfte die erste fassbare Spur der westlichen Awarenmission darstellen. Im Interesse Salzburgs wurde in Pannonien allerdings kein eigener Bischof eingesetzt. 830 legte König Ludwig der Deutsche im Zuge einer kirchlichen Reorganisation die Raab als kirchliche Grenze zwischen Salzburg (nördlich der Raab) und Passau (südlich der Raab) fest. Den Kirchenherren von Moosburg unterstanden die Priester der benachbarten Grafschaft Steinamanger.
Trotz der intensiven Arbeit der Missionare und der Errichtung zahlreicher Kirchen blieb das einfache Volk während des 9. Jahrhunderts bei seinen heidnischen Bräuchen, wie man aus Gräberfunden schließen kann. So blieb die Christianisierung der Zeit eher oberflächlich: die Menschen wurden getauft, nahmen an den Gottesdiensten teil und bezahlten die Steuern. Die Priester sahen wohl darüber hinweg.

### Die Zeit Pribinas
850 übertrug der Salzburger Erzbischof Liupram die Mission im Pannonischen Fürstentum vertraglich an den früheren Notar des Königs, Priester Dominicus aus der Diözese Regensburg. Dominicus unterstand Pribina nach Eigenkirchenrecht. Dominicus folgte der Gelehrte Swarnagel samt Diakonen und Klerikern und später Alfried, ein vielseitig begabter und gerühmter „Meister in jeglicher Kunst“. Danach lassen sich noch weitere 29 Priester erschließen, die unter Pribina als Missionare wirkten. Der Bestellung Dominicus' war eine Auseinandersetzung zwischen Pribina und dem Erzbischof vorausgegangen. Hintergrund war vermutlich ein Streit um die Kompetenzen zwischen Salzburg und Regensburg, der durch den Vertrag zwischen Pribina und Liupram beigelegt werden konnte.
Da im neuen Fürstentum kein Chorbischof installiert wurde, mussten die Salzburger Erzbischöfe stets persönlich zu Kirchweihen anreisen. Die erste Kirchweihe nahm 850 Liupram bei der Marienkirche vor. Im selben Jahr weihte er in der Nähe von Blatnohrad zwei Kirchen Kocels. 852/853 weilte Liupram wieder in Unterpannonien, wo er die Kirche in Zalabér weihte, die ihm Pribina als Lehen übergab. Ebenfalls 853 schenkte Sohn Kocel dem Regensburger Kloster Sankt Emmeram ein Gut bei Rosdorf. In der um 855 errichteten Hadrianskirche von Blatnohrad wurden die Reliquien des Märtyrers Hadrian aufbewahrt, die spätestens mit Erzbischof Method dorthin gekommen waren. Bis zu seinem Tod im Jahr 859 weihte Liupram noch weitere 12 Kirchen im Fürstentum, darunter je eine zu Ptuj und Pécs.
Die Nachfolger des Priesters Dominicus strebten nach der Stellung eines eigenen Chorbischofs und damit nach einer gewissen Unabhängigkeit. Salzburg hingegen betrachtete die Mission im Pannonischen Fürstentum seit der Bestätigung des Dominicus im Jahre 850 als sein Exklusivrecht. Pribina unterhielt dennoch auch gute Beziehungen zur Abtei Niederaltaich, die er 860 mit Besitzungen aus seinem Fürstentum ausstattete, sowie zum Patriarchat von Aquileia. Unter den bekannten Kirchengründern der Zeit befinden sich die Mitglieder der Fürstenfamilie Pribina, Kocel und Unzat, 17 Angehörige des bairisch-fränkischen Adels sowie der Slawe Witimar, einer der engsten Vertrauten Pribinas. Folge der bairischen Dominanz in der Missionierung war, dass die westliche Missionstätigkeit auf relativ geringe Resonanz stieß und später die Tätigkeit von Kyrill und Method mit deren slawischer Liturgie umso besseren Anklang fand. Bei der slawischen Liturgie wurde nicht nur die Predigt in slawischer Sprache gehalten, was wohl auch bei den baierischen Missionaren der Fall war, sondern die gesamte Messe.
Am 20. November 860, kurz vor dem Tod Pribinas, wurde dem Salzburger Erzbischof Adalwin von König Ludwig dem Deutschen reicher Besitz, unter anderem aus dem Pannonischen Fürstentum und der Grafschaft Steinamanger, in das Eigentum übergeben. Dazu gehörte unter anderem die Römerstadt Sabaria, wahrscheinlich Prostrum und Pinkafeld sowie 24 Höfe, die Salzburg schon zuvor als Lehen innehatte; darunter zahlreiche Missionskirchen und ein besonders reicher Besitz in Zalabér. Dass der König einen derart umfangreichen Besitz aus dem Einflussbereich Pribinas herauslösen konnte, ist möglicherweise durch eine Schwächung des Fürsten im Zuge des Krieges der Königsfamilie erklärbar.

### Kocel und die Slawenapostel Kyrill und Method

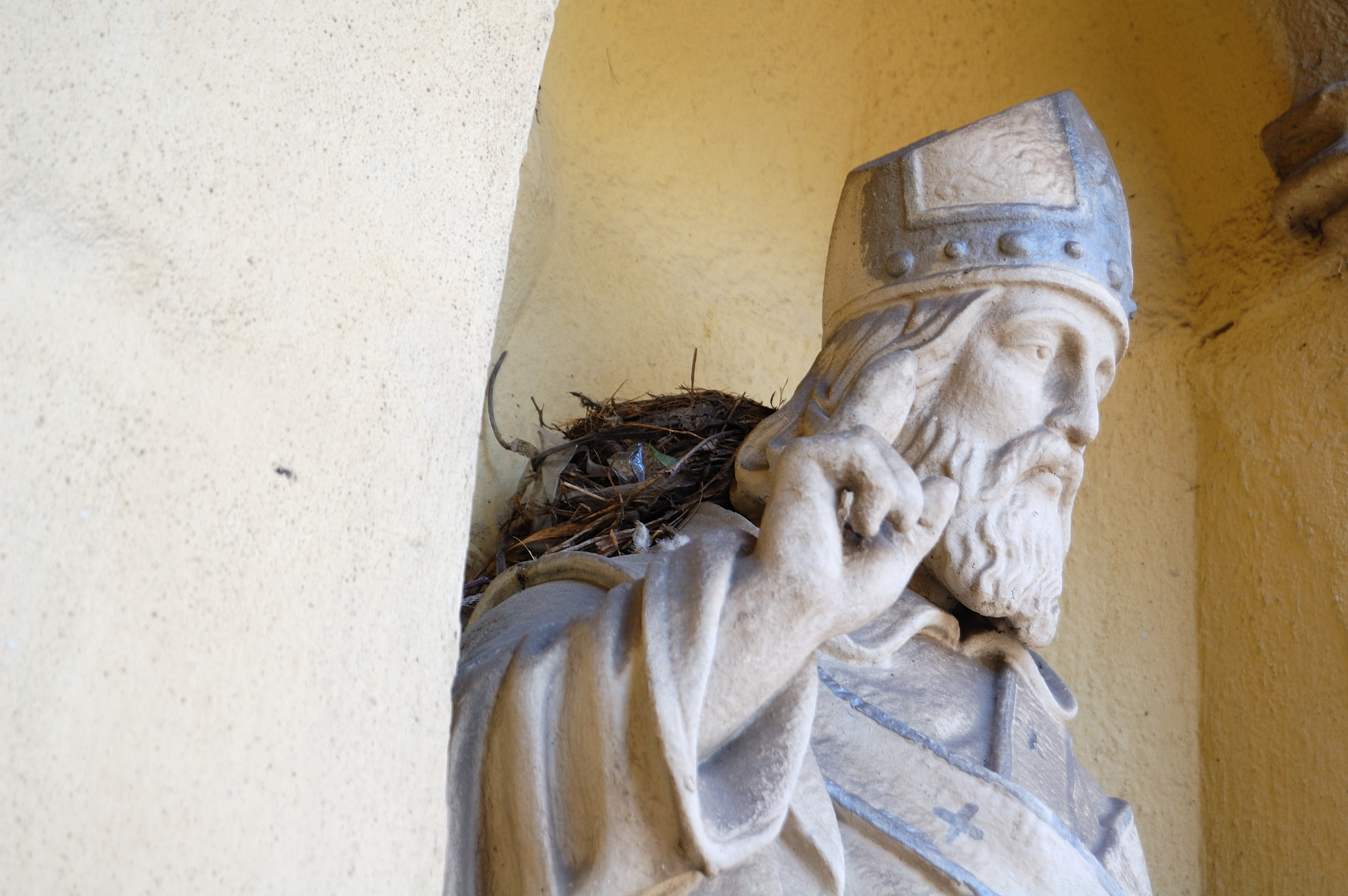
Method, Erzbischof von Sirmium, wirkte am Hofe Kocels in Blatnohrad.

Nach dem Tod Pribinas setzte sein Sohn Kocel die Arbeit vorerst im Sinne seines Vaters fort. 861 befand sich Kocel, der vielleicht vor Karlmann oder den Kriegswirren geflüchtet war, in Regensburg und machte dort dem Bischof von Freising eine Schenkung. Von Weihnachten 864 bis ins Frühjahr 865 sowie von Sommer bis Herbst 865 war Erzbischof Adalwin bei Kocel in Blatnohrad. In dieser Zeit weihte der Metropolit elf neue Kirchen. Danach wandte sich der Fürst allerdings der slawischen Mission von Kyrill und Method zu, die der byzantinische Kaiser Michael III. in die Wege geleitet hatte, und geriet daher in Konflikt mit dem Salzburger Erzbischof. Die Brüder waren schon seit 862 in Mähren, wo sie sofort damit begannen, die Messen in slawischer Sprache zu lesen, womit sie beim Volk Erfolg hatten, aber auf den Widerstand des bairischen Klerus stießen. Fürst Rastislav versuchte mit Hilfe der Brüder dem ostfränkischen Einfluss ein Ende zu setzen. 867 rief Papst Nikolaus I. die beiden Missionare nach Rom, um die kirchlichen Angelegenheiten Mährens zu klären.
Auf der Reise nach Rom verweilten die beiden Slawenmissionare im Sommer 867 bei Kocel und sollen in dieser Zeit bis zu 50 Schüler in Blatnohrad ausgebildet haben. Der Fürst bot ihnen Geschenke an, doch Kyrill lehnte ab und bat stattdessen, 900 Kriegsgefangene freizulassen. Kocel verbreitete danach die altkirchenslawische Liturgie in seinem Herrschaftsbereich. Blatnohrad wurde zu einer wichtigen Schnittstelle zwischen fränkischer und byzantinischer Mission und Kocel ging es nun um eine eigenständige, direkt dem Papst unterstellte, Kirchenorganisation und um größere Unabhängigkeit von Salzburg und dem Ostfrankenreich. 869, als Method sich noch in Rom befand, sandte Kocel Boten an den Papst mit der Bitte, Method als Lehrer seines Volkes zu bestellen.

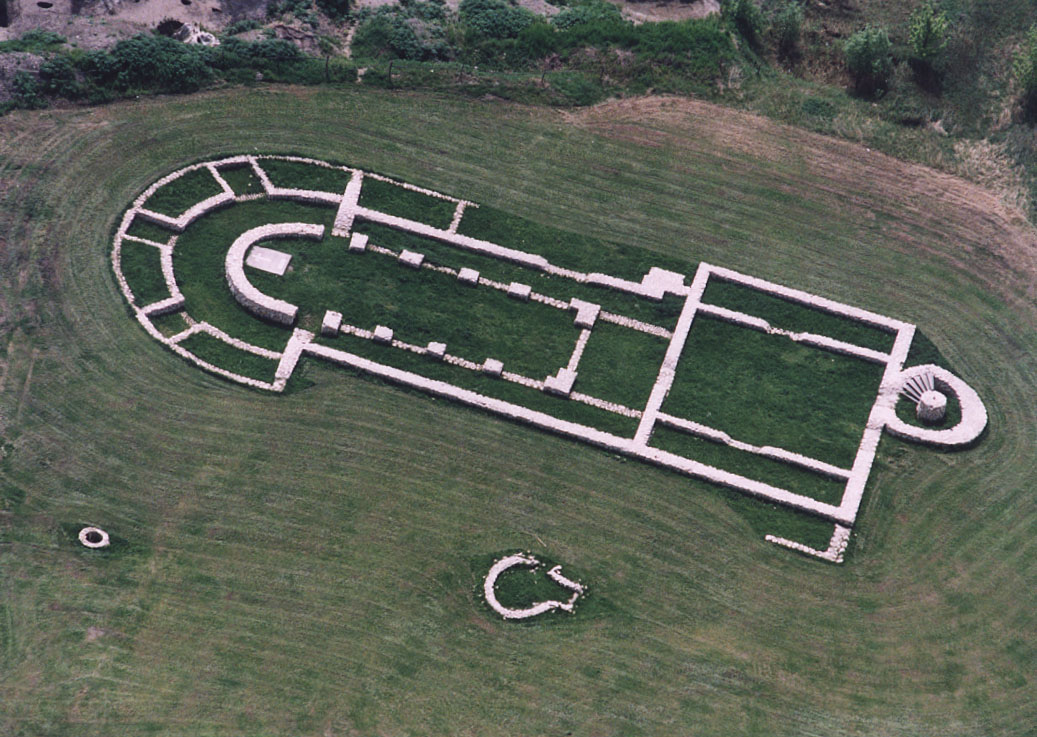
Überreste der romanischen Basilika (Hadriankirche) in Zalavár, in der die Reliquien des Märtyrers Hadrian aufbewahrt wurden.

869 wurde Method päpstlicher Legat am Hofe Kocels. Von Rom erhielt er in Form eines an Rastislav, Svatopluk und Kocel gerichteten Briefes den Auftrag, im Mährerreich zu lehren und die Heiligen Schriften in das Slawische zu übersetzen. Der Papst schrieb: „Hadrian, Bischof und Diener Gottes an Rastislav, Svatopluk und Kozel! Ihr habt «…» bei diesem (hohe-)priesterlichen Stuhl um einen Lehrer gebeten. Wir aber freuten uns sehr, überlegten und beschlossen darauf, den Methodios «…» in eure Länder zu schicken, damit er euch lehrt, wie ihr gebeten habt, und die Bücher in eure Sprache übersetzt «…» Nur dieser eine Brauch ist zu beachten, daß man bei der Messe «…» das Evangelium zuerst lateinisch liest «…» Wenn aber einer von den Lehrern «…» die Bücher eurer Sprache verhöhnt, der soll ausgeschlossen sein nicht nur von der Kommunion, sondern auch von der Kirche, bis er sich bessert «…»“
Doch Kocel war damit noch nicht zufrieden und wünschte sich einen eigenen Erzbischof, der die nötige Autorität hat, sich gegen die zu erwartenden Anfeindungen der lateinischen Priester zur Wehr zu setzen. Gegen Ende desselben Jahres schickte ihn Kocel daher mit dem Wunsch, Methodius zum Bischof ernennen zu lassen, in Begleitung von 20 Edelleuten wieder zurück nach Rom. Papst Hadrian II. zögerte, weil Pannonien aus historischer Sicht zwischen Salzburg, Passau und Aquileia aufgeteilt gewesen war und Sirmium seit 827 unter bulgarischer Herrschaft stand. Als er erfuhr, dass sich Bulgarien nach längeren Verhandlungen mit Rom 870 dem byzantinischen Patriarchat unterstellte, traf er seine Entscheidung und ernannte Anfang 870 Method zum Erzbischof von Pannonien und des Mährerreiches mit Sitz in Sirmium und ließ damit das zur Zeit der Awaren untergegangene Erzbistum Sirmium wiedererstehen.
Auch der Papst verfolgte mit dieser Bischofsernennung eigene Ziele. Im Bunde mit den slawischen Fürsten versuchte er seine Ansprüche gegen Salzburg und gegen das Patriarchat Konstantinopel durchzusetzen. Das Pannonische Fürstentum wurde in kirchlicher Hinsicht dem Erzbischof von Sirmium unterstellt und der Zuständigkeit des Erzbistums Salzburg entzogen. Der bairische Klerus, mit Erzpriester Richpaldus von St. Hadrian an der Spitze, verließ bei Methods Eintreffen in Blatnohrad unter Protest das Land. Der eigentliche Bischofssitz dürfte Blatnohrad geworden sein, denn Sirmium, im Machtbereich der Bulgaren, diente nur der Demonstration der päpstlichen Ansprüche.
Die Salzburger und ihre Suffraganbischöfe, deren Einfluss in Pannonien in Gefahr war, setzten sich ab nun mit allen verfügbaren Mitteln gegen die Bischofsernennung Methods zur Wehr. 870 wurde Method durch eine bairische Bischofssynode verurteilt, von Adawin festgenommen und verbrachte anschließend drei Jahre in Klosterhaft. Unterdessen nahmen die Salzburger Missionare ihre Missionsarbeit im Pannonischen Fürstentum wieder auf. Erst nach Intervention des Papstes Johannes VIII., der damit drohte, den gesamten bairischen Episkopat mit dem Kirchenbann zu belegen, und Adalwin persönlich für die Rückführung Methods verpflichtete, kam er wieder frei.
873/874 kehrte Bischof Method zwar wieder an den Hof Kocels zurück, doch konnte er Pannonien dem Einfluss der Salzburger Kirche nicht mehr entziehen. 874 weihte Bischof Theotmar von Salzburg die von Kocel erbaute Kirche in Ptuj. Nach dem Tod seines Unterstützers Kocel 876 musste Method dem Druck seiner Gegner weichen und ging zu Svatopluk nach Mähren, wo er bis zu seinem Lebensende wirkte. Nach Methods Tod (885) hatte Papst Stephan V. die slawische Liturgie Methods verboten. 886 verbannten päpstliche Gesandte gemeinsam mit Bischof Wiching – einem der schärfsten Gegner Methods – seine ehemaligen Schüler aus dem Mährerreich. Danach wurde auch im Pannonischen Fürstentum die westlich-lateinische Liturgie endgültig durchgesetzt.
Die Früchte der Christianisierung der Karolingerzeit haben höchstwahrscheinlich auch den Magyarensturm nach 899 überstanden. Überdauernde Patrozinien, baugeschichtliche Untersuchungen und der Umstand, dass noch im 10. Jahrhundert deutsche und slawische Priester auf dem Gebiet des ehemaligen Fürstentums tätig waren, deuten darauf hin, dass zahlreiche der damals gegründeten Kirchen auch während und nach Übernahme durch die Ungarn weiter bestanden.

## Kriegerische Auseinandersetzungen

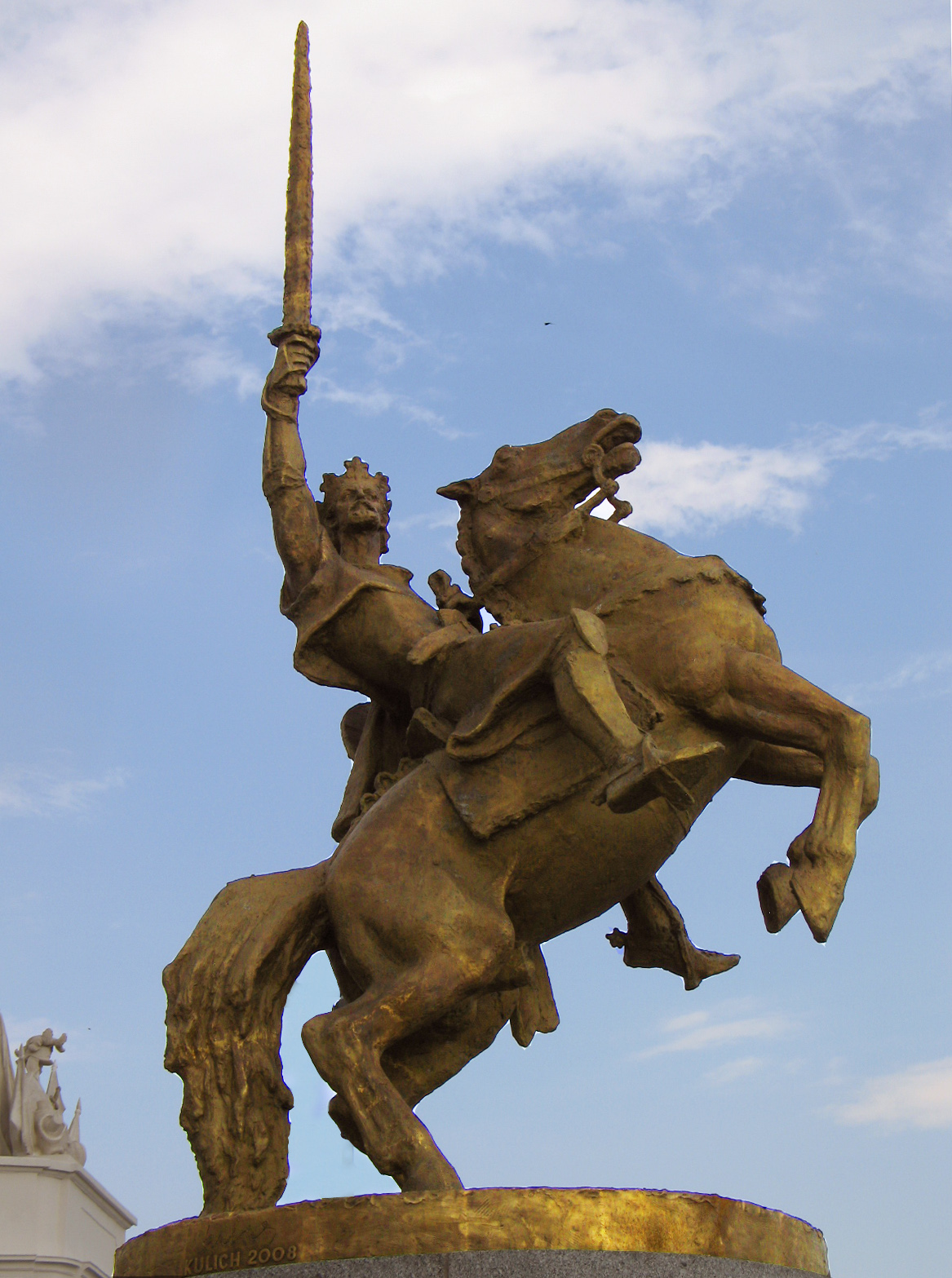
Fortwährende Kriege gegen die Franken unter Knes Svatopluk I. zwischen 884 und 894.

### Vor der Belehnung Pribinas
Im Süden Unterpannoniens tobten zwischen 818 und 823 Kämpfe zwischen dem posavinischen Fürsten Ljudevit und den Franken. 828 und 829 gab es im pannonischen Raum schwere Kämpfen zwischen den Franken und den Bulgaren, die mit Schiffen entlang der Drau in Pannonien eingedrungen waren. Der Bulgarische Khan Omurtag setzte lokale fränkische Vasallen ab und ersetzte sie durch bulgarische Herren. König Ludwig war damals in die Kämpfe seiner Brüder gegen deren Vater Ludwig den Frommen verwickelt. Daher überließ er den Bulgaren höchstwahrscheinlich vorläufig ihre Eroberungen ohne Frieden mit ihnen zu schließen, sodass wohl Posavien eine Zeit lang unter bulgarischer Herrschaft stand. Der spätere Fürst in Pannonien Pribina floh nach 833 vor Ratpot zunächst für kurze Zeit zu den verfeindeten Bulgaren.

### In der Zeit Fürst Pribinas und Kocels
Nach 840 begannen Kämpfe zwischen den Franken und dem Mährerfürsten Mojmir, in denen Pribina auf Seiten des Königs eine herausragende Rolle einnahm. Nach dem Sieg über Mojmir 846 übernahm Pribina Ländereien an der Wulka.
Prinz Karlmann, Sohn König Ludwigs des Deutschen, strebte in den 850er Jahren nach mehr Macht in seinem Herrschaftsbereich. 858 verbündete er sich mit dem mährischen Knes Rastislav und erhob sich 861 zum offenen Aufstand gegen den Vater. Schließlich wurde auch Pribina in diese Auseinandersetzungen hineingezogen. Ob aber Karlmann seinen Untertanen Pribina tatsächlich an Rastislav geopfert hat, um sich Rastislavs Unterstützung zu sichern, ist umstritten, denn die genauen Hintergründe und Vorgänge die zum Tode des Fürsten Pribina geführt haben, sind bis heute ungewiss: im Jahre 861 wurde Pribina „von den Mährern erschlagen“. 864 konnte Karlmann vom König in die Schranken gewiesen werden. Der im selben Jahr geschlossene Friedensvertrag zwischen König Ludwig und dem bulgarischen Herrscher Boris I., der noch im Jahr zuvor gemeinsam mit den Mährern und Karlmann gegen den König gekämpft hatte, entlastete die Grenze des Pannonischen Fürstentums zum Großbulgarischen Reich. Der Friedensvertrag blieb das gesamte 9. Jahrhundert über aufrecht.

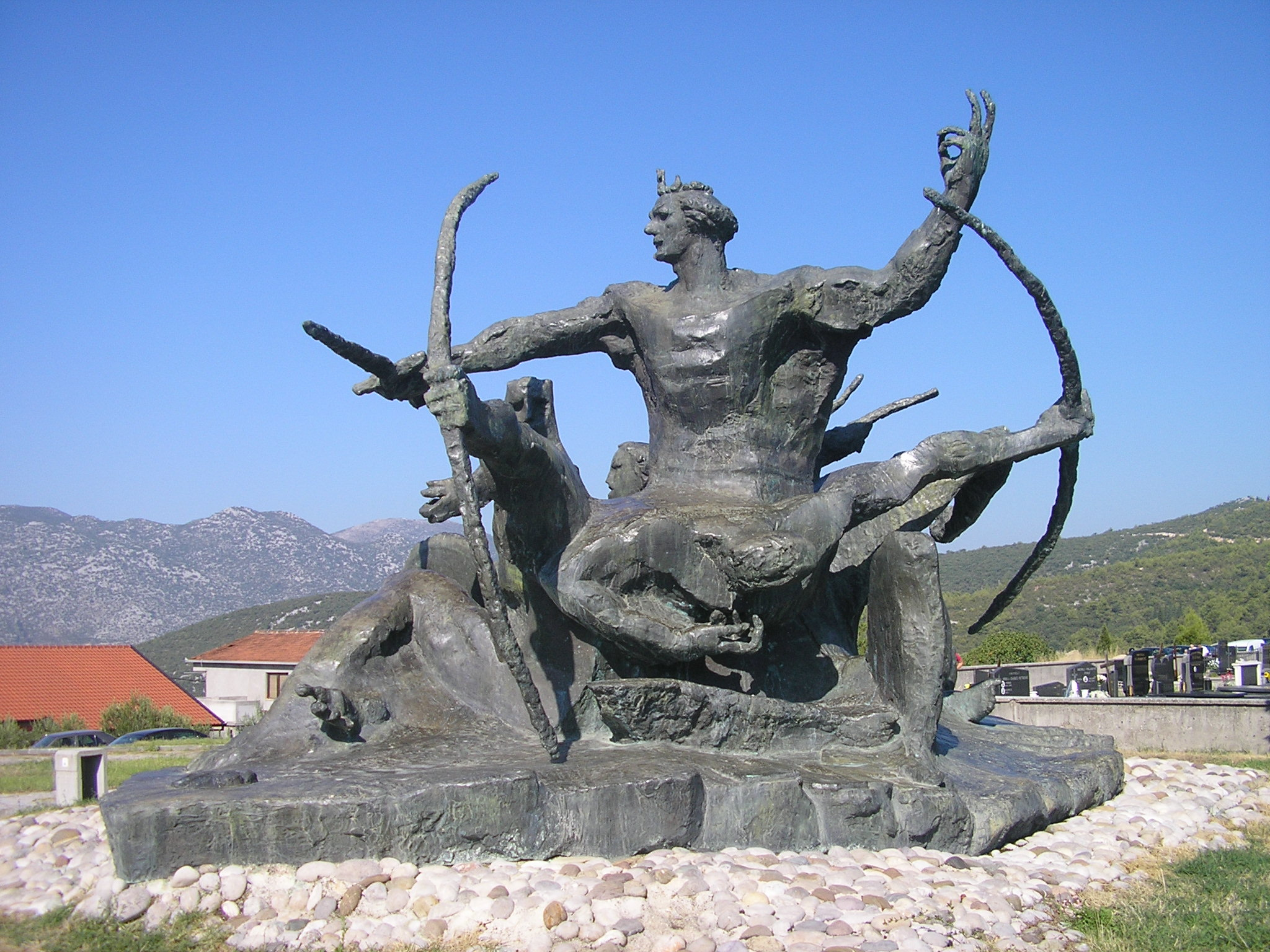
Kocel fiel in den Kämpfen gegen den dalmatinischen Fürsten Domagoj.

In den 870er Jahren herrschten beim südlichen Nachbarn Dalmatien verheerende Zustände. Fürst Domagoj – der dort die Piraterie zur Haupteinnahmequelle gemacht und fortwährend brutale Kriege gegen Byzanz, Venedig und Araber geführt hatte – überfiel die Städte Istriens, die damals bereits zu Karlmann gehörten. Venedig eilte den Ostfranken zu Hilfe. Konstantin Porphyrogennetos, byzantinischer Kaiser und Schriftsteller, schrieb über die Situation in Dalmatien nach Berichten zeitgenössischer Kroaten: „Eine Zeitlang gehorchten die dalmatinischen Kroaten den Franken, die sie jedoch so unmenschlich misshandelten, dass sie die Säuglinge der Kroaten erschlugen und den Hunden vorwarfen. Da die Kroaten sich dies «…» nicht mehr gefallen lassen wollten «…» wurde gegen sie aus dem Frankenlande ein großes Heer aufgeboten, aber nach siebenjährigem Kriege behielten die Kroaten – obzwar mit großen Anstrengungen – doch die Oberhand, so dass sie zuletzt alle Franken, ja sogar ihren Archonten Kocel erschlugen.“ Kocel war an der Spitze eines bairischen Heeres vom neuen König Karlmann mit der Unterdrückung des Aufstandes in Dalmatien beauftragt worden. Der genaue Ort der entscheidenden Schlacht, bei der Kocels Heer vernichtend geschlagen wurde, ist nicht überliefert. Die Fürsten Kocel und Domagoj ließen 876 auf dem Schlachtfeld das Leben.

### Zwischen Mährerreich und Ostfrankenreich

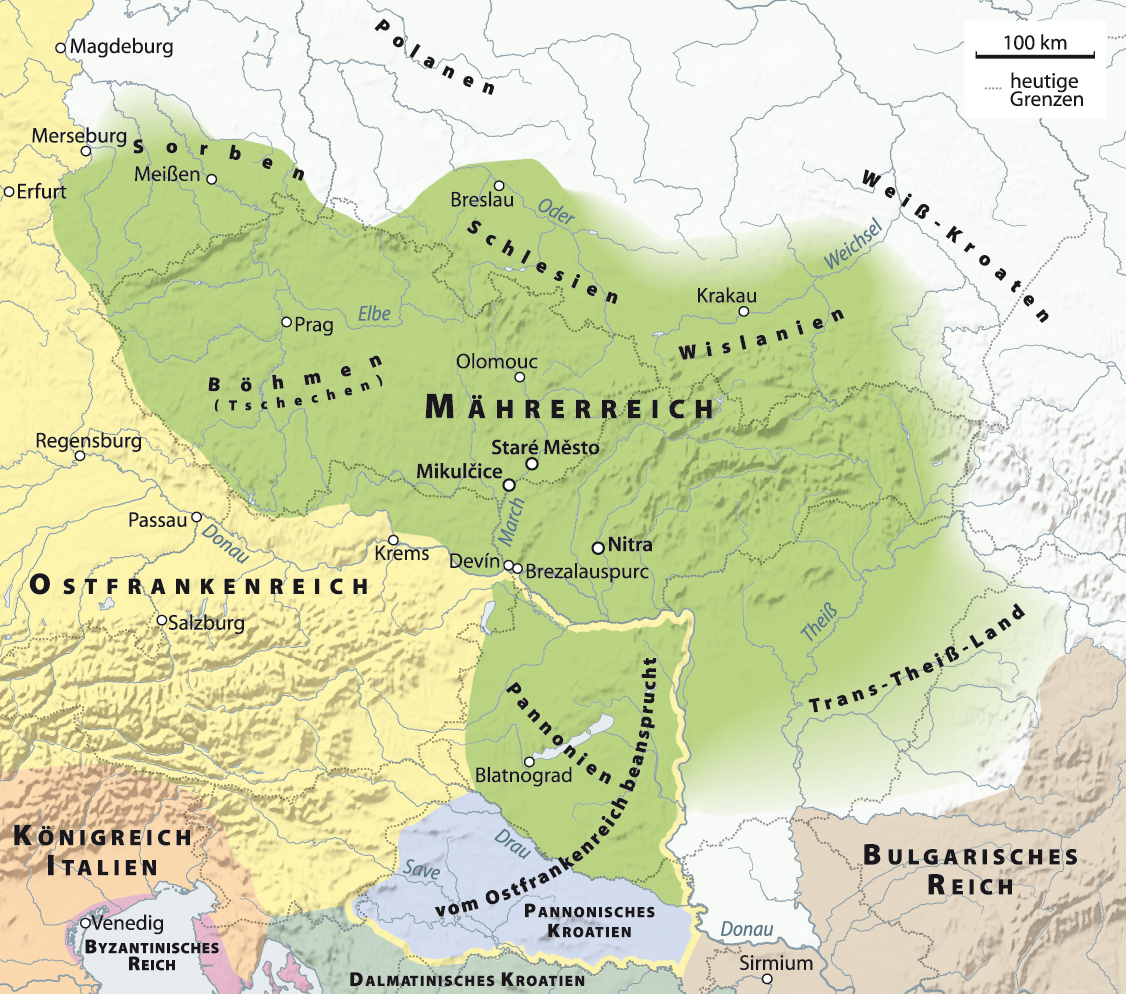
Das Plattensee-Fürstentum (Pannonien) als Teil des Mährerreiches unter Svatopluk I.

883 wurde das Gebiet in die Auseinandersetzungen dessen neuen Herren Arnolf von Kärnten mit dem mährischen Knesen Svatopluk I. hineingezogen. Dass es dabei Verwüstungen erlitt oder sogar flächendeckend dem Erdboden gleichgemacht wurde, wie in der Forschung aufgrund einer Notiz in den Annales Fuldenses vermutet wurde, lässt sich weder anhand der schriftlichen Quellen noch archäologisch nachweisen. Auch inwiefern das mährische Reich im Anschluss an diese Kampfhandlungen eine Herrschaft südlich der Donau ausübte, ist, anders als häufig zu lesen, unklar. 885 versöhnte sich Svatopluk mit Arnolf – einerseits, weil bereits klar war, dass Arnolf der neue ostfränkische König werden würde (887), und andererseits, weil Svatopluk der Patenonkel von Arnolfs unehelichem Sohn Zwentibold (lateinisch für Svatopluk), dem späteren König von Lothringen, war. Trotz des Friedens kam es 888 und 889 wegen Pannonien wiederum zu Konflikten zwischen Arnolf und Svatopluk. 890 versuchte der neu ernannte Kaiser Arnolf den Knesen erneut unter seine Lehenshoheit zu zwingen. Nach weiteren zwei Jahren des Krieges sah sich Svatopluk noch immer im Vorteil.
Nun wandte sich Arnolf an die Magyaren um Hilfe. Die ungarischen Reiterscharen unter Fürst Árpád brachen daraufhin vom Osten her in die Ebenen Pannoniens ein. Der Kaiser stieß zur selben Zeit mit seinen Verbündeten von Süden her nach Mähren vor während er den Feind auch von Böhmen aus angreifen ließ. Von allen Seiten bedrängt zog sich Svatopluk nun zurück und überließ seinen Gegnern das offene Land, die es „furchtbar“ verwüsteten. Die nächsten Jahre kämpfte Arnolf, allerdings ohne Unterstützung durch die Ungarn, weiterhin erfolglos gegen Svatopluk. Erst mit dem Tode Svatopluks I. im Jahre 894 gingen diese Kriege zu Ende.

## Auflösung

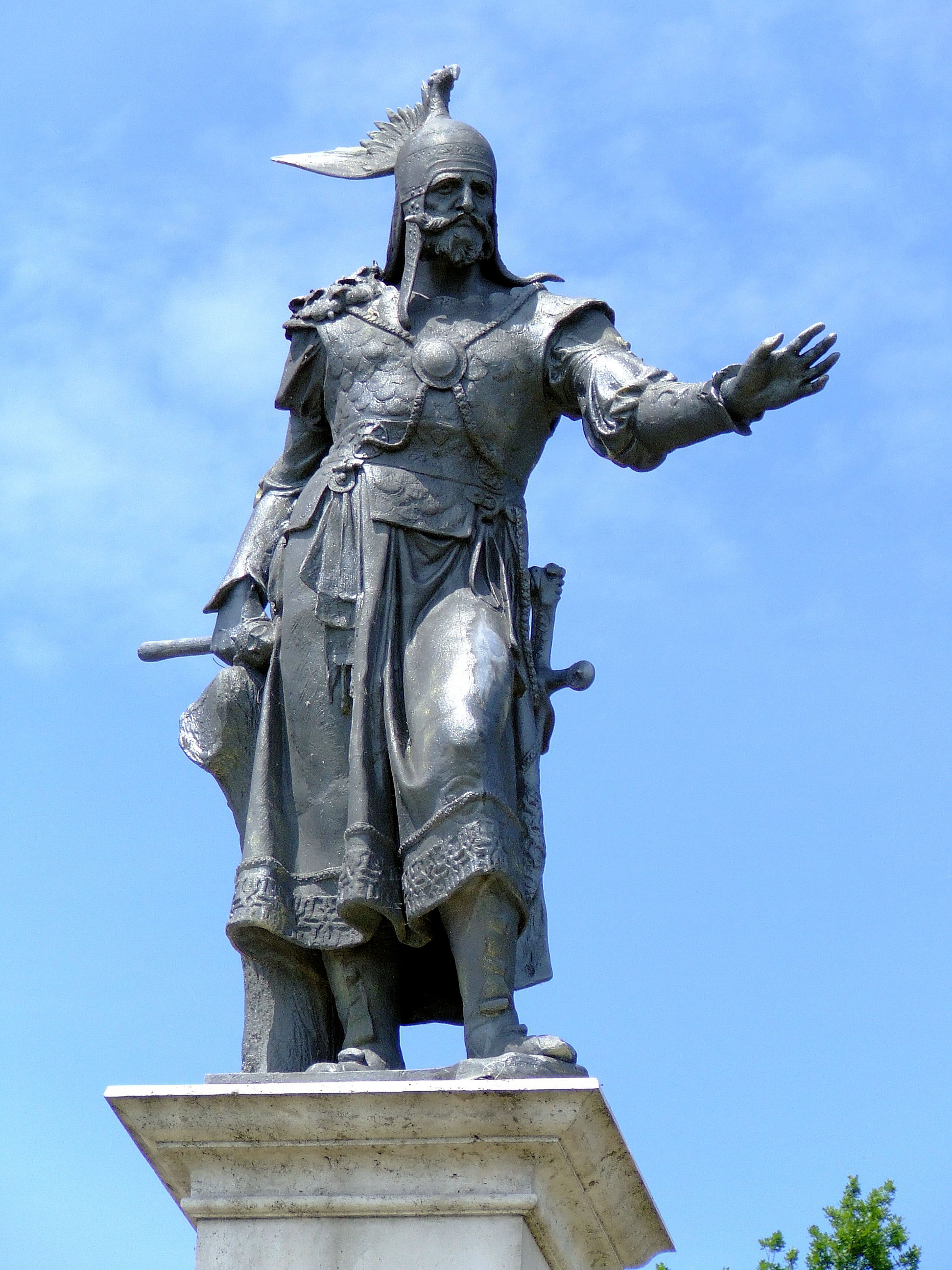
900/901 eroberten die Magyaren unter deren Großfürst Árpád Pannonien.

Nach dem Tode Kaiser Arnolfs eröffneten die Magyaren erneut den Krieg gegen die Franken. Zur Zeit des letzten Herrschers Braslav begann im Jahre 900 die Eroberung des Pannonischen Fürstentums unter den magyarischen Unter-Heerführern Usub und Ös. Die Besatzung von Veszprém verteidigte zehn Tage lang ihre Festung. Nachdem sich aber auch Eisenburg ergeben hatte, war das gesamte Gebiet um den Plattensee in magyarischer Hand. Fürst Braslav wurde von den Magyaren getötet. Auch der vorletzte Herrscher des Fürstentums Luitpold fiel im Kampf gegen die Magyaren im Jahre 907 in der Schlacht von Pressburg. Der Adel und die Dienstleute des Zentrums Blatnohrad und der anderen Zentren des Fürstentums zogen sich vorwiegend ins fränkische Stammesherzogtum Baiern zurück. Die verlassenen Güter begannen zu zerfallen. Es blieb der Teil der Landbevölkerung zurück, dessen Lebensunterhalt nicht unmittelbar von den Zentren abhängig war.
Die Magyaren lösten die politische und kirchliche Organisation der Ostfranken in den eroberten Gebieten auf und errichteten neue Strukturen unter magyarischer Oberhoheit. Dieses vormals slawische Gebiet blieb daraufhin bis heute überwiegend auf ungarischem Staatsgebiet. An den Besitzansprüchen hielten die westlichen Könige, indem sie die Besitzrechte in Pannonien immer wieder erneuerten, zumindest formell aber noch jahrhundertelang fest. Die Erzdiözese Salzburg gab ihren Anspruch auf einen Teil ihrer Besitzungen im Gebiet des ehemaligen Pannonischen Fürstentums erst im 12. Jahrhundert auf.

## Ein fränkisches Fürstentum
Vom Frankenreich abhängige Tributärfürsten wurden in jener Zeit zumeist als Dux bezeichnet. Je stärker die Position eines derartigen Machthabers desto eher kann er, aus heutiger Sicht, als Fürst bezeichnet werden. Die karolingische Grafschaftsverfassung wurde, nach fast einhelliger Meinung der Wissenschaftler, im Pannonischen Fürstentum nicht (vollständig) eingeführt. Daher kann auch die Bezeichnung Graf für seine Herrscher nicht angewendet werden. Die Machthaber des Pannonischen Fürstentums hatten nach innen dieselben Rechte wie ein König, womit die Bezeichnung der Herrschaft um den Plattensee als Fürstentum und deren Herrscher als slawische Knes (Fürst) berechtigt ist. Nach außen hin waren sie aber fränkischen Oberherren unterstellt, wie etwa dem Präfekten des bairischen Ostlandes, die ihrerseits als Stellvertreter des Königs weniger Spielraum besaßen als die ihnen unterstellten Fürsten. Diese Oberherrschaft wurde zumindest von den beiden ersten Plattensee-Fürsten anerkannt. Erst nach dem Tod Kocels wurde das Pannonische Fürstentum an das bairische Ostland und damit an Grafen übergeben. Aber auch die Herrscher der 880er und 890er Jahre Svatopluk und Braslav von Sisak sind als Fürsten anzusprechen.

## Leben im pannonischen Fürstentum

### Bevölkerung
Das Fürstentum war ein Zusammenströmen verschiedenster Ethnien, die sich dem Fürsten anschlossen. Die Landbevölkerung des Fürstentums bildete vorwiegend die, seit Beginn des 7. Jahrhunderts hier beheimatete, awarisch-slawische Bevölkerung. Auf der herrschaftlichen Burg Blatnohrad lebten – soweit es sich aus archäologischem Fundmaterial erschließen lässt (Tracht, Schmuck, Keramik, Gebrauchsgegenstände) – Slawen, Awaren, Westgermanen, Donaubulgaren und vielleicht noch weitere Menschen aus dem byzantinischen Kulturkreis. Zu Beginn des 9. Jahrhunderts war die ethnische Zugehörigkeit der Bevölkerung noch stark bemerkbar. Ab den 840er Jahren ist, besonders bei den unteren Gesellschaftsschichten, ein starker Vereinheitlichungsprozess festzustellen, der durch die Verwendung von „Massenwaren“ des karolingischen Reiches erkennbar wird.

### Auf Burg Blatnohrad
Das Herrschaftszentrum Blatnohrad wurde um 840 auf einer Insel eines Wald- und Sumpfgebietes am Flusse Zala von Fürst Pribina als Festung neu errichtet und besiedelt. Der Salzburger Erzbischof schuf ein Missionszentrum, das ihm direkt unterstand. Die ständige Bevölkerung der Hauptstadt bestand aus Adel, Mönchen, Kriegern und Dienstvolk und lebte in vergleichsweise geräumigen oberirdischen Balkenhäusern.
Zu Beginn hatte Blatnohrad noch dörflichen Charakter, ab 850 nahm es bereits städtische Züge an. An der Borjúállás-Insel von Zalaszabar, etwa 600 Meter südwestlich der Burginsel, entstand Anfang der 840er Jahre eine Siedlung mit Kirche, an deren Rand wahrscheinlich eine Schmiede betrieben wurde. Später kam an der höchsten Stelle der Siedlung ein Herrenhof mit Palisadenmauer dazu. Die Inseln rund um den Burgberg waren durch Knüppelwege miteinander verbunden. So entstand ein Siedlungskomplex mit Burg, Herrenhöfen und deren Häusern, Handwerkern und Kaufleuten.
Der Adelshof der Fürsten stand im südlichen Drittel der Burginsel und war vom Rest der Insel getrennt. Außerhalb des Fürstenhofes stand die Marienkirche für den Gemeindegottesdienst, ein Palast mit Nebengebäuden und einem Brunnen für den Bischof sowie zwei weitere Kirchen, von denen eine im letzten Drittel des 9. Jahrhunderts zugunsten einer Werkstatt für Geweihverarbeitung abgetragen wurde. Ebenfalls außerhalb des Adelshofes ließ Erzbischof Liupram die dreischiffige Hadrianskirche als Wallfahrtskirche errichten. An ihrem Westende standen ein Mönchskloster und ein Glockenturm mit der größten Glocke der Karolingerzeit. In der Hadrianskirche wurden Firmungen vollzogen, die Priesterweihe erteilt und kirchliche Befehle und Rechtssprüche verkündet. Gelegentlich diente sie dem Bischof als „Thron- und Erscheinungskirche“.

### Siedlungen
Die Siedlungen der zweiten Hälfte des 9. Jahrhunderts waren Haufendörfer mit Häusern, deren Grundstücke bereits dauerhaft begrenzt waren. Die Landbevölkerung in den Dörfern bewohnte, in der Regel beheizbare, viereckige, oberflächlig oder halb eingetieften Häuser (Grubenhäuser) mit einer Größe von neun bis 16 Quadratmetern. Außerdem gab es auch Blockhäuser und Pfostenhäuser. Außerhalb der Häuser befanden sich Backöfen, Schweinemastgruben und Vorratsgruben. In manchen Dörfern gab es spezialisierte Handwerksbetriebe wie Töpfereien, Schmiede, Knochenbearbeitungswerkstätten, Backstuben sowie Leder- und Textilbearbeitungsbetriebe, die auch für die Versorgung des Zentrums in Blatnohrad zuständig waren.

### Mode
Die Mode im Pannonischen Fürstentum wich kaum von jener in den slawischen Gebieten nördlich der Donau, in Mähren oder Karantanien ab, wo die Einwohner mittelbar oder unmittelbar unter karolingischer Führung lebten. Es gab im 9. Jahrhundert also keine „nationalen“ slawischen Trachten. Der byzantinisch-orientalische Geschmack aus der Awarenzeit wirkte hier auch im 9. Jahrhundert fort, auch wenn sich vor allem hinsichtlich der Frauentracht zunehmend karolingische Einflüsse zeigen.
Die adeligen Frauen  der Zeit des Fürstentums trugen prachtvoll ausgeführte Fingerringe und Perlenketten sowie silberne oder vergoldete Ohrringe mit Traubenanhängseln. Daneben gab es auch Körbchen- und Mondsichelohrringe, Ohrringe mit Blechperlenanhängern sowie Perlenketten und Perlenverzierungen der Kleidung. Frauen aus dem „gemeinen“ Volk außerhalb der Burg trugen Drahtohrringe, einfache Glas- oder Blechknöpfe sowie aus Bronze gegossene Nachahmungen des Schmucks der noblen Frauen. Perlenketten trugen sie äußerst selten. Die Männertracht der Oberschicht war generell weniger prachtvoll. Verschiedenartige Sporengarnituren, in besonderen Fällen sogar versilbert, waren beliebt. Bei den Dienstvölkern waren diese Sporen nur sehr selten zu finden.

### Bestattung
Rund um die Marienkirche innerhalb des Adelshofs wurden in den 1950er Jahren mehrere hundert Gräber freigelegt. Hier befanden sich häufig gezimmerte Grabkammern und Särge. Die Grabbeigaben im Bereich des Adelshofes sind auffallend gering. Weitere rund 1500 Gräber wurden zwischen 1980 und 2010 bei der Hadrianskirche geöffnet. Die Gräber waren zwar einfacher ausgestattet als im Adelsbezirk, aber auch hier wurden die Toten in Brettersärgen beigesetzt und ungefähr ein Zehntel davon mit Grabbeigaben (hauptsächlich Trachtzubehör) ausgestattet. Auf der Burg gab es sowohl Gräber mit als auch ohne Sarg. Das einfachere Volk des Landes blieb teilweise bei den heidnischen Bestattungssitten, bestattete weiterhin seine Toten nach Großfamilienordnung und pflegte das Totenmahl mit Gefäß, Huhn und Eiern. Weiter weg von Blatnohrad übten vor allem die Slawen noch die Feuerbestattung aus. Die Bevölkerung mit awarischen Wurzeln bevorzugte Körpergräber.

## Sprache

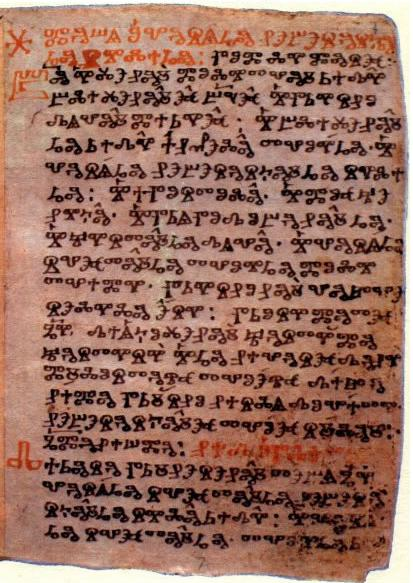
Kiewer Blätter: möglicherweise in Moosburgslawisch verfasst.

Die in Blatnohrad gesprochene Sprache („Moosburgslawisch“) gehört mit dem Altmährischen, Altbulgarischen, Altböhmischen, Altrussischen, Altkroatischen, Altserbischen und dem Salonikislawischen in eine Gruppe gemeinslawischer Dialekte, die einander sehr ähnlich waren. Kyrill und Method gründeten in Blatnohrad eine Schreibschule (Skriptorium) und verbreiteten damit ihre Glagolitische Schrift im Fürstentum. Das Moosburgslawische spielte neben dem Altmährischen eine wichtige Rolle im altkirchenslawischen Schrifttum. Bis heute überliefert ist jedoch höchstens ein einziger Text: Die Kiewer Blätter (das älteste erhaltene Denkmal in einer slawischen Sprache), ein aus dem Lateinischen in glagolitische Schrift und slawische Sprache übersetztes Messbuch, sind möglicherweise in Moosburgslawisch verfasst. Es ist allerdings möglich, dass sich das Moosburgslawische vom autochthonen Slawischen der Bevölkerung unterschied, da bereits Pribina von überall her Völker um sich scharte.
Das Moosburgslawische ist, infolge der Übernahme des Landes durch die Magyaren – zu Beginn des 10. Jahrhunderts –, ausgestorben. Aus demselben Grund kam es durch das Pannonische Fürstentum – im Gegensatz zu einigen anderen frühmittelalterlichen slawischen Herrschaftsbildungen wie das Mährerreich oder Slawonien – zu keiner namenbildenden Ethnogenese. Ob die pannonischen Slawen Vorfahren der Slowenen oder der Slowaken waren, ist in der Wissenschaft umstritten.

## Herrscher und politische Oberhoheit
- Fürst Pribina (839–861), bis 847/848 Teil der Mark Karantanien
- Fürst Kocel (861–876)
- Graf Arnolf von Kärnten (876–884), Teil der Mark Karantanien
- Knes Svatopluk I. (884–894), Teil des Mährerreiches
- Graf Luitpold (894–896), Teil der Mark Karantanien
- Fürst Braslav (896–900/901), wahrscheinlich mit dem Fürstentum Posavina um Sisak (Teil der Mark Karantanien) verschmolzen

## Grafschaften
Das Pannonische Fürstentum bestand aus den Grafschaften:
- Grafschaft Plattensee – zwischen Veszprém und Drau
- Grafschaft Ptuj – rund um die Stadt Ptuj
- Grafschaft Dudleben – zwischen Gnasbach und Sankt Veit am Vogau mit dem Vorort Dudleipin dessen Lage (ungefähr im Raum von Straß-Mureck) nicht bekannt ist.[51] 891 urkundlich erwähnt.[52] In der neueren Forschung wird der Ort Dudleben eher bei Bad Radkersburg vermutet.[24]
- möglicherweise Grafschaft des (ehemaligen) Etgarovho Fürstentums zwischen Klosterneuburg und Kőszeg